# لويس فيشر
لويس فيشر (بالإنجليزية: Louis Fisher)‏ هو سياسي أمريكي، ولد في 20 مارس 1913، وتوفي في 28 نوفمبر 2001.